# Thomas Reineck
Thomas Reineck (n. 18 noiembrie 1967, Klausdorf, Republica Federală Germania, Germania) este un caiacist ce a reprezentat Germania, medaliat olimpic. A participat la 3 ediții ale Jocurilor Olimpice (1988, 1992, 1996) în care a câștigat două medalii de aur.